# Pitcairnia longipes
Pitcairnia longipes är en gräsväxtart som beskrevs av Carl Christian Mez. Pitcairnia longipes ingår i släktet Pitcairnia och familjen Bromeliaceae. Inga underarter finns listade i Catalogue of Life.